# Enabling Desktop Grids for e-Science
Enabling Desktop Grids for e-Science (EDGeS) is een infrastructuur voor grid computing die bestaat uit een aantal Desktop Grids en Service Grids die door de EDGeS Bridge (brug) worden verbonden. Daardoor ontstaat een Europees Grid met honderdduizenden computers. Het project wordt gefinancierd door de Europese Commissie via het Zevende Raamwerkprogramma.
EDGeS bouwt de software voor de brug en installeert ook fysieke bruggen tussen de verschillende Grids. Op dit moment zijn in Nederland het Erasmus Grid bij Erasmus MC en AlmereGrid met EDGeS verbonden. Ook het EGEE Grid, waarvan onder andere Nikhef en SARA deel uitmaken is met de EDGeS brug verbonden.
Daarnaast levert EDGeS ook P2P-gebaseerde data-opslag toegesneden op Desktop Grids.
Het project werd officieel stopgezet op 30 april 2012.